# Neoceratias spinifer
Neoceratias spinifer är en fiskart som beskrevs av Pappenheim, 1914. Neoceratias spinifer är ensam i släktet Neoceratias och även i familjen Neoceratiidae. Inga underarter finns listade i Catalogue of Life.